# (5979) 1992 XF
Az (5979) 1992 XF a Naprendszer kisbolygóövében található aszteroida. Ueda és Kaneda fedezte fel 1992. december 15-én.